# Gareth Williams (baron Williams de Mostyn)
Pour les articles homonymes, voir Gareth Williams et Williams.
Gareth Wyn Williams, (5 février 1941 - 20 septembre 2003), est un avocat gallois et homme politique travailliste qui a été Leader de la Chambre des lords, lord président du Conseil et membre du Cabinet de 2001 jusqu'à sa mort subite en 2003. 

## Jeunesse et carrière
Williams est né près de Prestatyn, au nord du Pays de Galles, fils d'Albert Thomas Williams et de son épouse Selina Evans. Il fait ses études à la Rhyl Grammar School et au Queens College de Cambridge. 
Il mène une carrière juridique réussie, ayant été admis au barreau de Gray's Inn en 1965, Conseiller de la reine en 1978, et est enregistreur en 1978-2003, tant que juge adjoint de la High Court, en tant que Chef du Circuit du Pays de Galles et de Chester en 1987-1989 et membre du Conseil du barreau en 1986-1992 et en est devenu le président en 1992. 

## Carrière politique
Il est créé pair à vie le 20 juillet 1992 en tant que baron Williams de Mostyn, de Great Tew dans le comté d'Oxfordshire, et est devenu porte-parole de l'opposition à la Chambre des lords sur les affaires juridiques, puis pour l'Irlande du Nord. Après la victoire électorale du parti travailliste, il est nommé ministre au ministère de l'Intérieur, et en 1999 est devenu procureur général pour la juridiction d’Angleterre-et-Galles et pour l’Irlande-du-Nord. Il est nommé leader de la Chambre des lords en 2001, initialement avec le poste de Lord du sceau privé, puis de Lord président du Conseil en 2003.   

## Vie privée
Williams épouse en 1962 Pauline Clarke, fille d'Ernest Clarke, et a deux filles, Martha (née en 1973) et Emma (née en 1976), et un fils, Daniel (né en 1981). Ils divorcent, et il se remarie en deuxième noces, en 1994, avec Veena M. Russell, et a une fille, Imogen. 
Il s'est effondré et est décédé subitement à son domicile dans le Gloucestershire, à l'âge de 62 ans. 